# NORDITA
NORDITA este acronimul sub care este cunoscut Institutul Nordic de Fizică Teoretică (daneză 'Nordisk Institut for Teoretisk (Atom)fysik'), organizație internațională de cercetare în domeniul fizicii teoretice. A fost fondat în anul 1957 de fizicianul danez Niels Bohr și ministrul suedez Torsten Gustafsson. Sediul inițial era la Copenhaga; în anul 2006 el a fost mutat la Stockholm. Institutul este finanțat de Danemarca, Suedia, Norvegia, Islanda și Finlanda.
Principalele domenii de cercetare la NORDITA sunt fizica nucleară, fizica particulelor elementare, fizica statistică, fizica materiei condensate, biofizica și astrofizica.